# Quars fumat
El quars fumat és una varietat translúcida de quars, de color fosc, normalment gris. El seu color és el resultat de la irradiació natural o artificial del quars lletós, el qual conté alumini. La seva claredat pot anar des de completament transparent fins a gairebé opaca. És dicroic (de groc-marró fosc a marró vermellós clar) quan es veu sota llum polaritzada.
Quan el quars és completament negre, o d'una tonalitat marronosa molt fosca, se'l coneix amb el nom de quars morió, o morión. Aquest terme també s'empra com a sinònim de quars fumat en diversos idiomes, com el danès, el polonès o l'espanyol. A Escòcia és conegut com a Cairngorm, on s'utilitza en joieria i com a decoració dels kilts i dels mànecs dels sgian dubh.
Va ser emprat al segle xii a la Xina per a la fabricació d'ulleres de sol, en forma de panells plans.